# Michael Scofield
Michael Scofield és un personatge de ficció protagonista de la sèrie Prison Break. Està interpretat per Wentworth Miller. La seva primera aparició la fa en el capítol Pilot, quan intenta robar un banc per tal d'entrar a la presó on el seu germà major, Lincoln Burrows (Dominic Purcell) serà executat. En Michael té un pla per tal de salvar el seu germà de la sentència a mort. En Michael ha aparegut en tots els capítols emesos de la sèrie. Tot i que els dos germans són protagonistes de la sèrie, el Michael ha tingut un paper més important durant la primera temporada.
A la sèrie es poden veure diverses flashbacks on es pot veure la relació entre els germans abans d'entrar a la presó i els motius pels quals el Michael vol alliberar el seu germà de la seva sentència. Durant els flashbacks, el Michael és interpretat pel Dylan Minnette.